# Kurt Reusser
Kurt Reusser (* 9. September 1950) ist ein Schweizer Pädagoge und emeritierter Professor für Pädagogische Psychologie an der Universität Zürich.

## Leben
Reusser erwarb am Staatlichen Lehrerseminar Hofwil-Bern 1966 das Primarlehrerpatent und unterrichtete bis 1970 in Büren an der Aare. 1972–1976 studierte er bei Hans Aebli, Klaus Foppa, Henri Lauener an der Universität Bern und erwarb das Seminarlehrerdiplom LSEB (Lehrer und Sachverständiger für Erziehungs- und Bildungsfragen). Das Doktorat machte er 1984 im Bereich Pädagogik mit Schwerpunkt Pädagogische Psychologie. An der University of Colorado at Boulder, Institute of Cognitive Science, U.S.A. folgten weitere Studien zur Artificial Intelligence bei Walter Kintsch. Die Habilitation erfolgte 1990 in Bern (venia docendi: Pädagogische Psychologie und Didaktik). 
Von 1993 bis 2016 amtete Reusser als Professor für Pädagogik mit Berücksichtigung der Pädagogischen Psychologie und der Didaktik an der Universität Zürich. Kurt Reusser gilt als Entwickler verschiedener Modelle der Pädagogik, zum Beispiel des didaktischen Dreiecks oder auch KAFKA und SAMBA (Modelle des Lernprozesses).
Er ist Gründungsherausgeber der Fachzeitschrift Beiträge zur Lehrerinnen- und Lehrerbildung (seit 1982).

## Werke (Auswahl)
- Hrsg.: Unterrichtsgestaltung und Unterrichtsqualität : Ergebnisse einer internationalen und schweizerischen Videostudie zum Mathematikunterricht, Waxmann, Münster u. a. 2010 ISBN 978-3-8309-2136-3
- Mit Peter Gautschi u. a.: Geschichtsunterricht heute: Eine empirische Analyse ausgewählter Aspekte, hep 2007 ISBN 978-3039053148
- Pauli, C. & Reusser, K. (2015). Discursive Cultures of Learning in (Everyday) Mathematics Teaching: A Video-Based Study on Mathematics Teaching in German and Swiss Classrooms. In L.B. Resnick, C. Asterhahn & C. Clarke (eds.), Socializing Intelligence Through Academic Talk and Dialogue (pp. 181–193). Washington DC: AERA.